# Remparts de Quimper
Les remparts de Quimper sont une série de fortifications construites autour de la ville de Quimper en France.

## Histoire
Ils sont construits dès le XIIIe siècle. Sur une longueur de 1500 mètres, on voit à l'époque que les remparts baignent dans Le Frout, l'Odet et le Steir. Ils sont protégés au titre des monuments historiques : le reste des remparts est classé en 1909 et la tourelle sur le Steir en 1928.

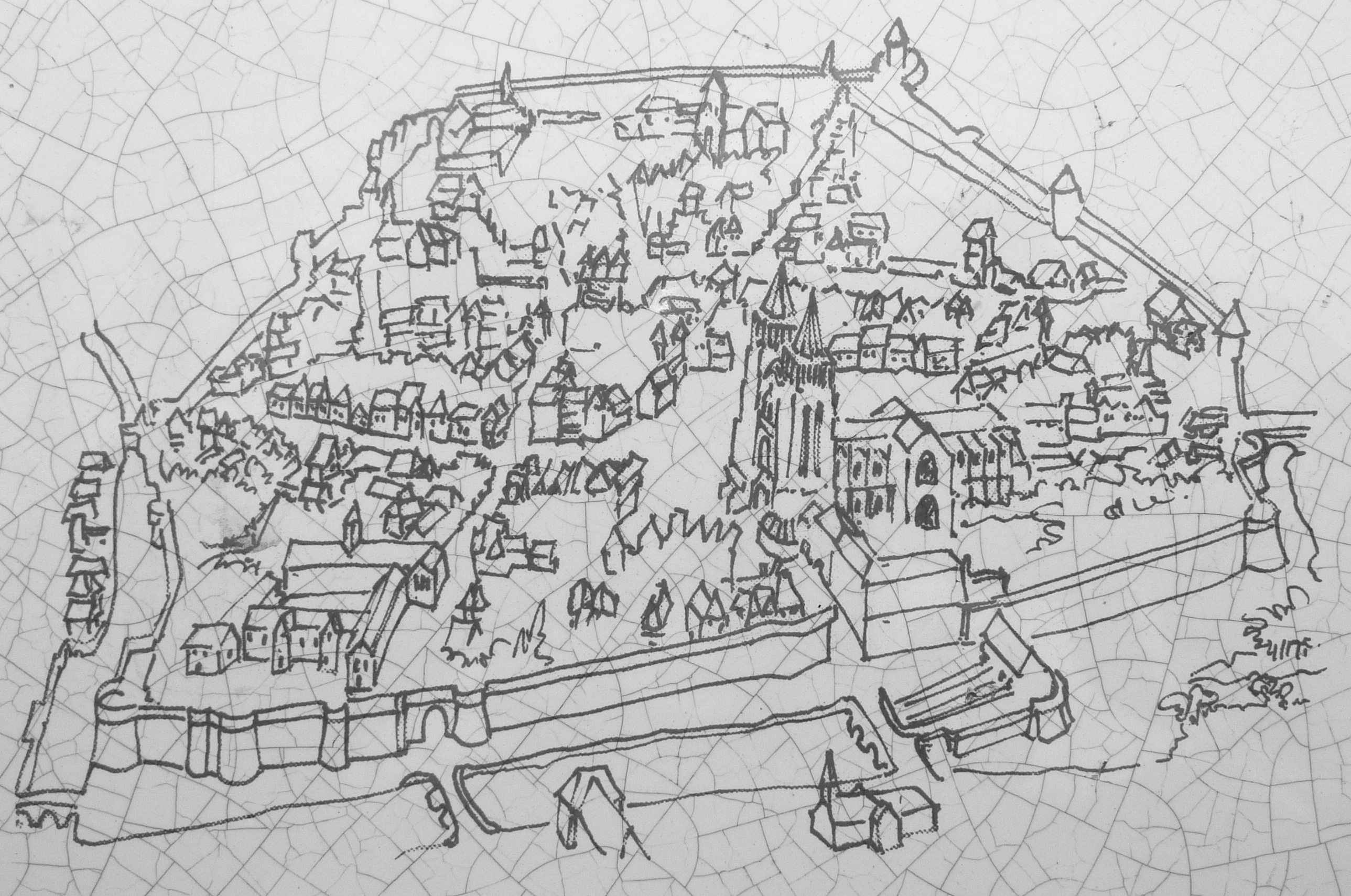
Les anciennes fortifications

Au total on compte six portes fortifiées avec au nord de larges douves. Plus tard ces murs seront protégés par une tour de défense qui a dix-huit mètre de diamètre. Elle porte à l'époque le nom de "tour Bihan"  qui par la suite deviendra la "tour Tourbie". Elles deviendront un élément important dans les combats de succession de Bretagne. Un moment marquant survient en avril 1344 : après un siège de trois semaines Charles de Blois   prend la ville et massacres hommes, femmes et enfants au total mille-quatre-cents Quimpérois sont tués, venant inscrire un point noir dans l'histoire du "bienheureux". L'année suivante Jean François de Monfort tente de reprendre la ville sans grande réussite. C'est seulement à la mort de Charles le Blois en 1364 à la bataille d'Auray que Jean IV va faire plier la ville. Après la volonté de la population et des élites de mettre fin à cette guerre on ouvre les portes de la ville le 17 novembre. Le décret de Jean IV  va donner l'amnistie générale. Quimper met un long moment à se remettre de cette guerre. Au XVe siècle avec un mauvais entretien ainsi qu'une non-évolution de ces remparts qui ne résistent pas à l'artillerie, les remparts cèdent aux différents assauts et s'ouvrent sur l'extérieur. Les remparts servent de logement au gouverneur de la place jusqu'au XVIe siècle.

## Aujourd'hui

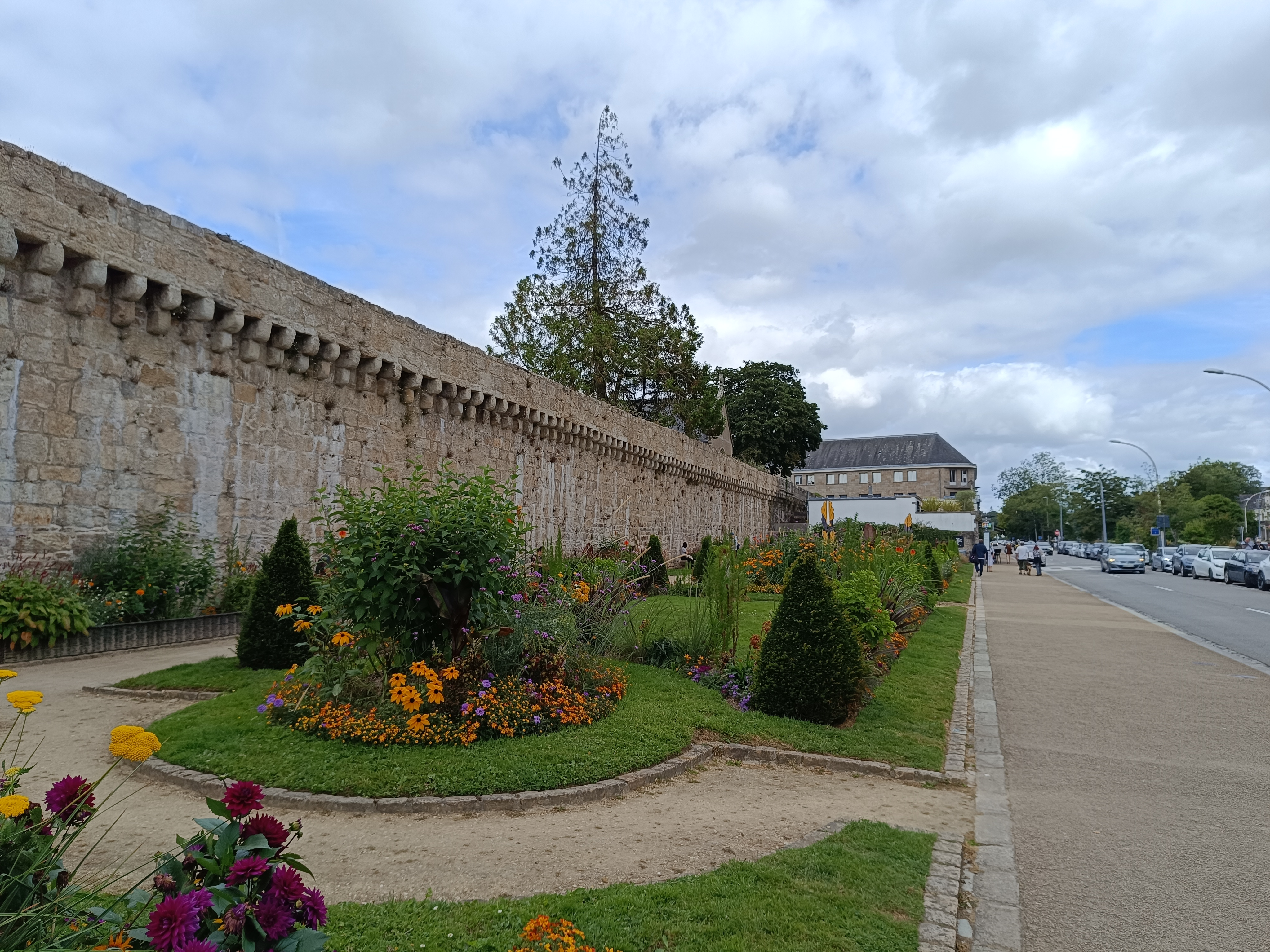
Les remparts vus du Jardin de l’Evêché

Des tours et une échauguette parties des remparts subsistent encore aujourd'hui, la tour Place de la Tourbie, la tour Nevet Rue des douves.

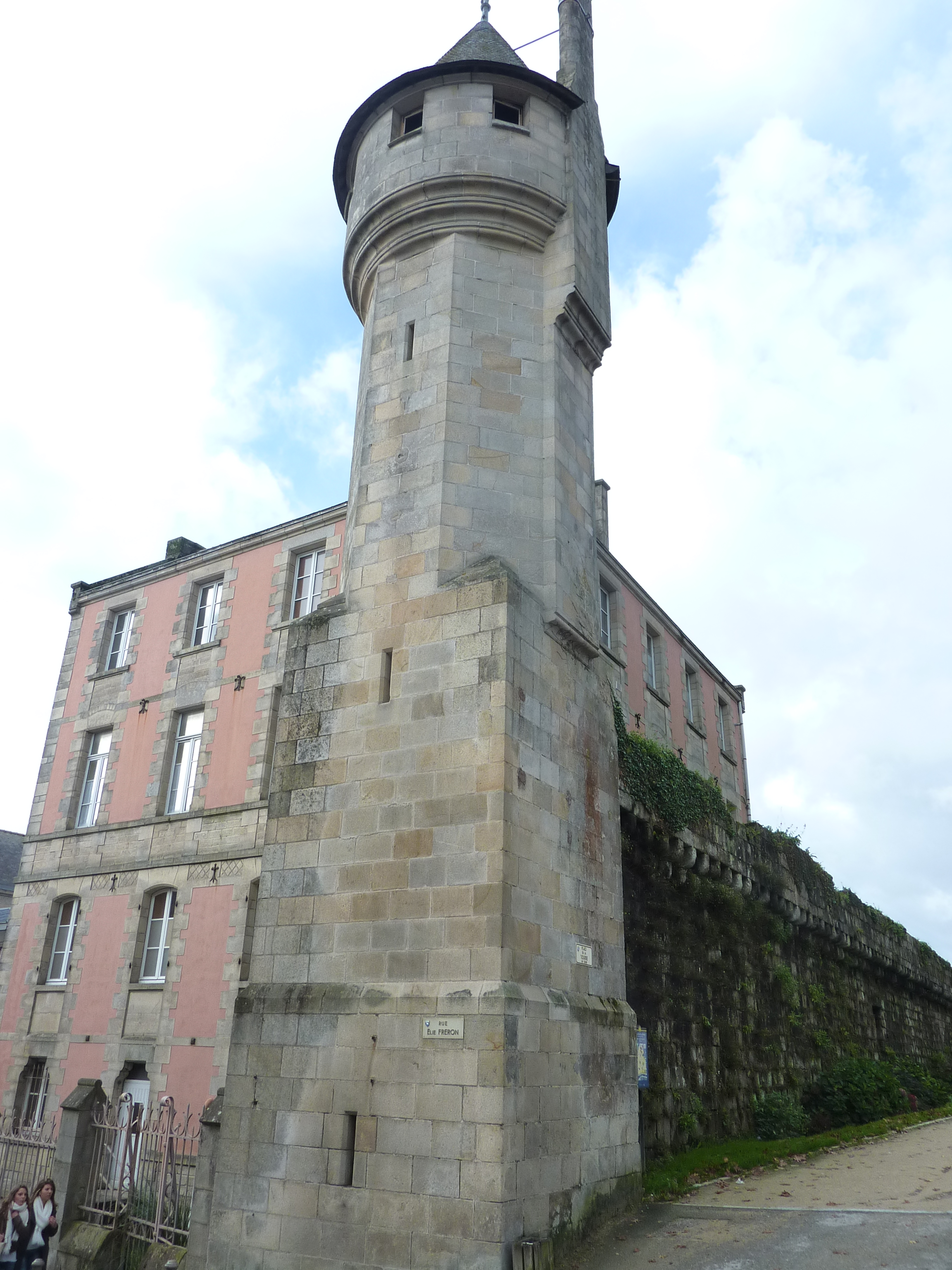
La Tour Place de la Tourbie

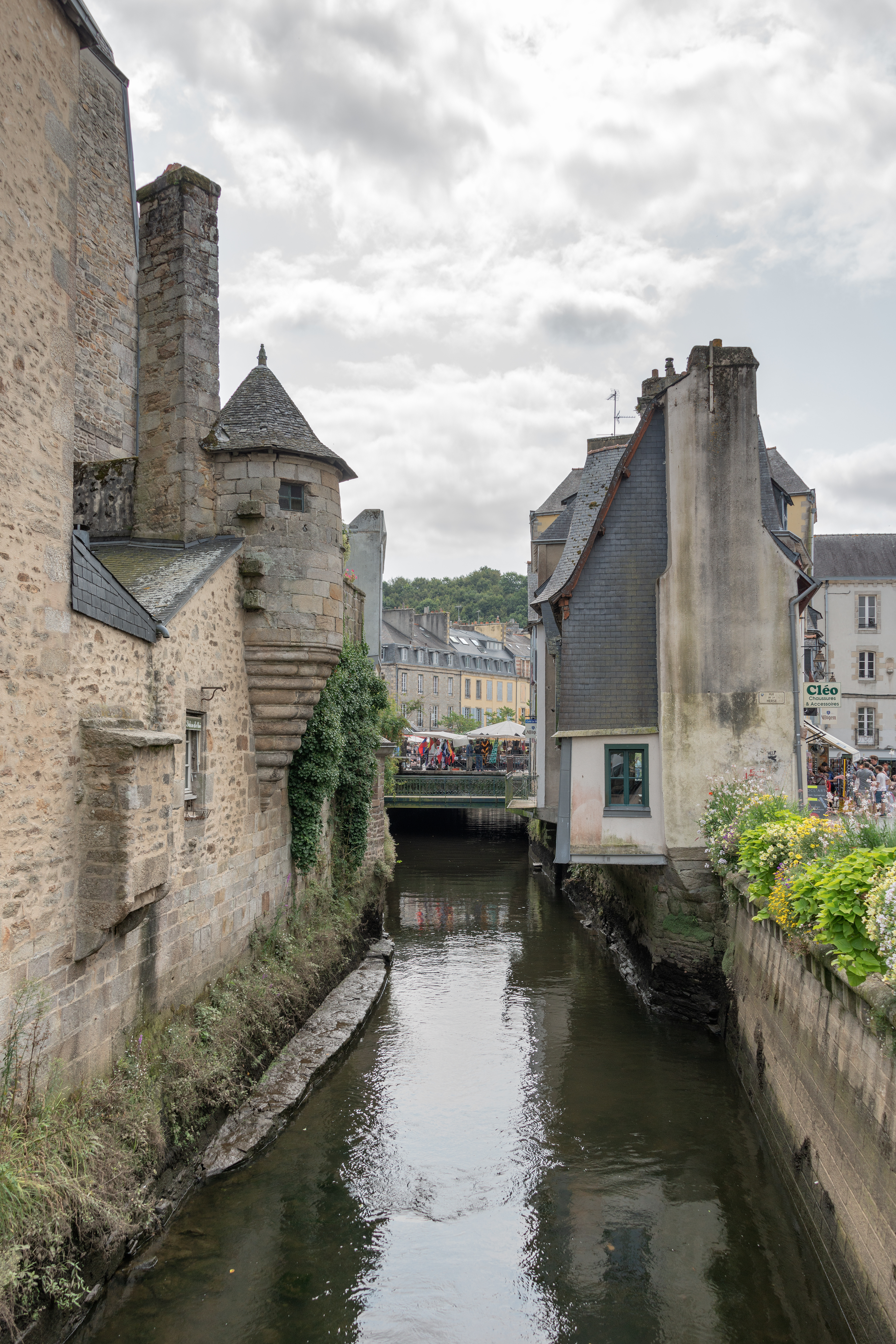
Echauguette dominant le Steïr

En 2019, la municipalité de Quimper a mis en place un équipement d'éclairage public mettant en valeur la partie des remparts de la rue des douves et la Tour Nevet, éléments de patrimoine de la ville.

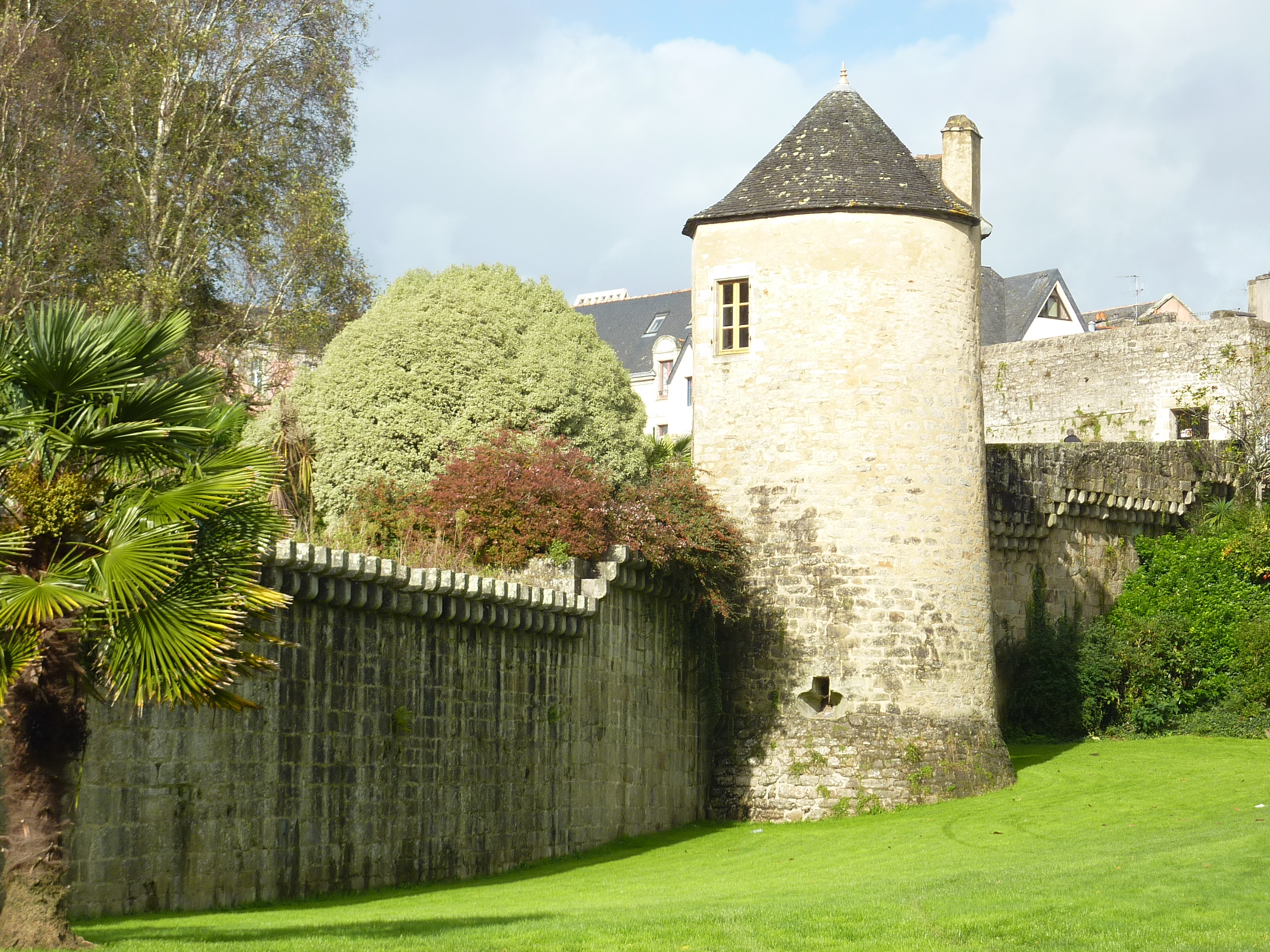
La tour Névet, Rue des douves, Quimper

L'investissement est à hauteur de 105 441 euros hors taxes. Pascal Gougeon est le concepteur lumière, un dessin de broderie réalisé par Pascal Jaouen est projeté sur la tour. Cette mise en lumière fonctionnait tous les soirs jusqu'à minuit. Un programme spécial de projection était prévu pour Noël et le Nouvel An,, Dans un but de sobriété énergétique de la nouvelle municipalité, cet éclairage n'est plus utilisé.